# حبيل الاحناش (القبيطة)

تعديل مصدري - تعديل

حبيل الاحناش هي إحدى قرى عزلة كرش بمديرية القبيطة التابعة لمحافظة لحج، بلغ تعداد سكانها 175 نسمة حسب تعداد اليمن لعام 2004.